# ドインク・ザ・クラウン

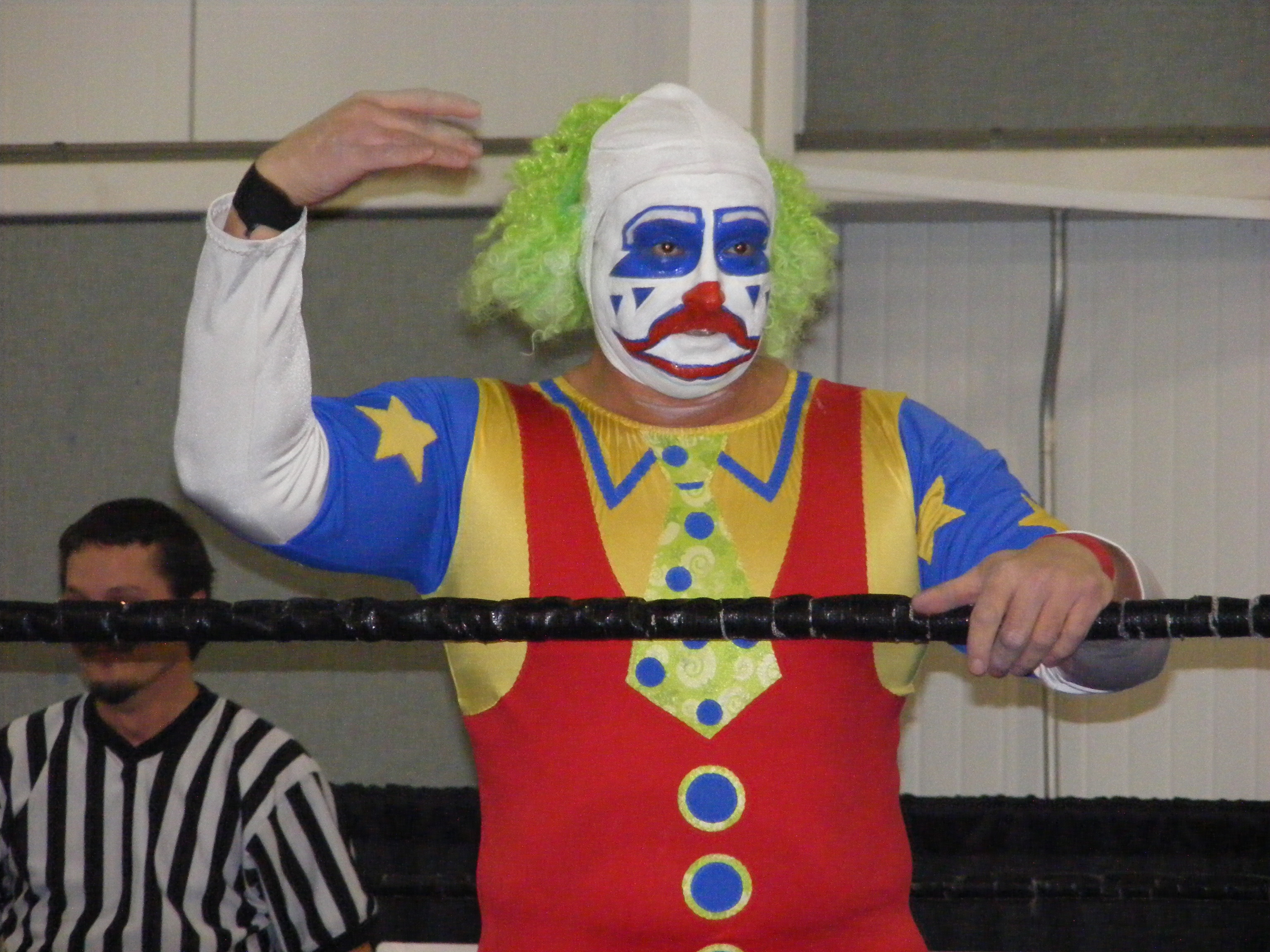
2009年1月に登場したドインク・ザ・クラウン。

ドインク・ザ・クラウン（Doink the Clown）は、ピエロをモチーフにしたペイントレスラー。

## オリジナル
- 1993年1月、WWF（現：WWE）に登場。

## 2人目
- 1993年4月4日、WWF（現：WWE）で行われたレッスルマニアIXに登場。

## 4人目
- 1993年12月、WWF（現：WWE）に登場。

## その他
- 2003年、WWEで行われたヴェンジェンスにドインク・ザ・クラウンとして登場。

## 得意技
ウーピー・クッション
両足をコーナーの方に向かせる格好で相手を仰向けに寝かせて自身はコーナー最上段に登ってロープの反動をつけてジャンプして相手の胸板の上に尻から着地して押し潰す。

## 入場曲
- Borne Again - ECWでの入場曲
- Clown
- Doinkin Around - WWEでの入場曲

元々はユリウス・フチークの行進曲「剣闘士の入場」をモチーフにしている。